# Искатланский масатекский язык
Искатланский масатекский язык (Ixcatlán Mazatec, Mazateco de presa bajo, Mazateco de San Pedro Ixcatlán, San Pedro Ixcatlán) — индейский масатекский язык, на котором говорят в городах Нуэво-Искатлан, Сан-Педро-Искатлан, Чичикасапа штата Оахака в Мексике.
Искатланский масатекский язык на 76 % похож на язык уаутла, также лексически на сан-матео-элохочитланский (86 %), сан-мигель-уалтепекский и соялтепекский (85 %) и халапа-де-диасский (82 %) языки, но отличается от искатекского языка.